# Чикконе, Диего
Диего Чикконе (нем. Diego Ciccone; родился 21 июля 1987, Винтертур) — швейцарский футболист, центральный полузащитник клуба «Велтейхм».

## Карьера
За свою футбольную карьеру Диего Чикконе успел поиграть в пятерых клубах: «Санкт-Галлене», «Вадуце» «Рапперсвиль-Йоне», «Яф Ювентусе» и «Велтхейме».  В молодёжную команду «Санкт-Галлена» Диего попал в 2005 году, а в основном составе команды дебютировал в Суперлиге 19 ноября 2006 года. С обеими своими командами Чикконе побеждал во втором швейцарском дивизионе — Челлендж-лиге. В «Вадуце» игрок оказался перед началом сезона 2010/2011 и выступал за клуб из Лихтенштейна до сезона 2018/2019, в котором перешёл в «Рапперсвиль-Йону».

## Достижения
- Победитель Челлендж-лиги: 2008/09, 2013/14
- Обладатель Кубка Лихтенштейна: 2010/11, 2012/13, 2013/14, 2014/15, 2015/2016, 2016/2017, 2017/2018